# Svärdsjö
Svärdsjö är en tätort i Svärdsjö socken i Falu kommun, belägen 27 kilometer nordost om Falun. Tätortens ursprungliga namn är Borgärdet.
Svärdsjö kyrka ligger cirka en kilometer norr om tätorten.

## Befolkningsutveckling
| Befolkningsutvecklingen i Svärdsjö/Borgärdet 1950–2020                                  | Befolkningsutvecklingen i Svärdsjö/Borgärdet 1950–2020 | Befolkningsutvecklingen i Svärdsjö/Borgärdet 1950–2020 | Befolkningsutvecklingen i Svärdsjö/Borgärdet 1950–2020 | Befolkningsutvecklingen i Svärdsjö/Borgärdet 1950–2020 |
| --------------------------------------------------------------------------------------- | ------------------------------------------------------ | ------------------------------------------------------ | ------------------------------------------------------ | ------------------------------------------------------ |
|                                                                                         |                                                        |                                                        |                                                        |                                                        |
| År                                                                                      |                                                        |                                                        | Folkmängd                                              | Areal (ha)                                             |
| 1950                                                                                    | 1950                                                   |                                                        | 542                                                    |                                                        |
| 1960                                                                                    | 1960                                                   |                                                        | 607                                                    |                                                        |
| 1965                                                                                    | 1965                                                   |                                                        | 880                                                    |                                                        |
| 1970                                                                                    | 1970                                                   |                                                        | 1 051                                                  |                                                        |
| 1975                                                                                    | 1975                                                   |                                                        | 1 130                                                  |                                                        |
| 1980                                                                                    | 1980                                                   |                                                        | 1 230                                                  |                                                        |
| 1990                                                                                    | 1990                                                   |                                                        | 1 249                                                  | 130                                                    |
| 1995                                                                                    | 1995                                                   |                                                        | 1 287                                                  | 132                                                    |
| 2000                                                                                    | 2000                                                   |                                                        | 1 326                                                  | 132                                                    |
| 2005                                                                                    | 2005                                                   |                                                        | 1 288                                                  | 132                                                    |
| 2010                                                                                    | 2010                                                   |                                                        | 1 251                                                  | 135                                                    |
| 2015                                                                                    | 2015                                                   |                                                        | 1 335                                                  | 227                                                    |
| 2020                                                                                    | 2020                                                   |                                                        | 1 337                                                  | 238                                                    |
| Anm.: Namnändring 1965 från Borgärdet till Svärdsjö. 2015 införlivades Boränget Sveden. |                                                        |                                                        |                                                        |                                                        |

## Svärdsjö i Gustav Vasas öden och äventyr i Dalarna
Enligt Gustav Vasas öden och äventyr i Dalarna hamnar Gustav Vasa i ett hölass i Svärdsjö. Han blir skadad och börjar att blöda. För att inte avslöja Gustav i hölasset skär kusken Sven Elfsson sin häst i bakbenet. När släden stannas av danska knektar som ser det blodiga spåret så visar Elfsson på hästens ena ben och de får fortsätta sin färd. Boken "Prostparken i Svärdsjö: berättelser och minnen från 1900-talet" handlar delvis om sägnen om Gustav Vasas färd genom Svärdsjö.

## Personer från orten
Bland kända personer från Svärdsjö märks Stig Borglind (grafiker), Arvid Backlund (skulptör) och Helena Anliot (tennisspelare). Artisten Lars Berghagen härstammar på mödernet från Svärdsjöområdet. Gitarristen Tommy Bolins farmor och farfar kom ifrån Svärdsjö.

## Logdans
Dalarna är känt för sina många logdanser sommartid och en av de populäraste logarna är sedan länge Mannes loge i Svärdsjö. Arrangör för logdanserna är en kommitté inom Liljans sportklubb.

## Samhället
Kopparbergs enskilda bank öppnade ett avdelningskontor i Svärdsjö mot slutet av år 1903. Denna bank uppgick senare i Göteborgs bank som senare lämnade orten. Svärdsjö hade också ett sparbankskontor tillhörande Kopparbergs läns sparbank, som senare uppgick i Swedbank. Den 31 mars 2017 lade Swedbank ner kontoret i Svärdsjö.